# Thalpophila provincialis
Thalpophila provincialis là một loài bướm đêm trong họ Noctuidae.